# إيس إندرز
إيس إندرز (بالإنجليزية: Ace Enders) هو عازف قيثارة ومغني أمريكي، ولد في 19 أبريل 1982.

## وصلات خارجية
- إيس إندرز على موقع ميوزك برينز (الإنجليزية)
- إيس إندرز على موقع أول ميوزيك (الإنجليزية)
- إيس إندرز على موقع ديسكوغز (الإنجليزية)